# Шамилов, Якуб Джамбекович
Якуб Джамбе́кович Шами́лов (род. 25 апреля 1991, Аргун, Чечено-Ингушская АССР) — российский дзюдоист, чемпион (2011) и призёр (2010, 2015) чемпионатов России, бронзовый призёр чемпионата мира, бронзовый призёр Универсиады 2013 года в Казани, 3-кратный обладатель Кубка Европы, победитель многих международных турниров, участник летних Олимпийских игр 2020 года в Токио.

## Биография
Родился в 1991 году в Аргуне Чечено-Ингушской АССР, чеченец. 
Начал заниматься борьбой в 2003 году. В 2009 году включён в состав сборной команды России. Выступает в категории до 66 кг. Его тренируют Хасан Абдул-Азиев и Д. Махмудхаджиев.
Капитан внутренней службы ОСН УФСИН России по Ставропольскому краю
В июне 2021 года на чемпионате мира, который состоялся в столице Венгрии Будапеште, российский спортсмен завоевал бронзовую медаль в весовой категории до 66 кг, победив в схватке за 3-е место спортсмена из Азербайджана Орхана Сафарова.
На Олимпиаде в первой схватке с немцем Себастьян Зайдлем (1/16 финала) Шамилов одержал победу в дополнительное время. В следующей схватке с представителем Грузии Важей Маргвелашвили российский спортсмен потерпел поражение и выбыл из борьбы за медали.

## Спортивные результаты
- Чемпионат России по дзюдо 2010 — ;
- Чемпионат России по дзюдо 2011 — ;
- Чемпионат России по дзюдо 2015 — ;
- Чемпионат России по дзюдо 2018 — ;

## Награды
- Медаль «За заслуги перед Чеченской Республикой» (25 июня 2021) — за высокие спортивные достижения, получившие международное признание